# Supernatural
Supernatural là một bộ phim truyền hình dài tập của Mỹ, được Eric Kripke tạo ra và được phát sóng lần đầu trên kênh The WB, và giờ nằm trong những bộ phim ăn khách của kênh truyền hình The CW. Các diễn viên tham gia gồm có Jared Padalecki trong vai Sam Winchester và Jensen Ackles trong vai Dean Winchester. Bộ phim kể về câu chuyện của hai anh em nhà Winchester rong rủi trên khắp nước Mỹ để tiêu diệt ma quỷ và những hình thái siêu nhiên khác. Hãng Warner Bros. Television và Wonderland Sound and Vision cùng hợp tác sản xuất. Nhà sản xuất điều hành hiện tại là Eric Kripke, McG và Robert Singer; Kim Manners qua đời vì ung thư phổi trong lúc đang làm phần 4.
Phim được chọn quay tại Vancouver, British Columbia, Canada; Eric phải mất gần 10 năm để đưa phim thành bộ truyền hình dài tập vì ông mất mấy năm thất bại trong việc chuyển thể phim. Tập phim Pilot đạt được 5.69 triệu lượt xem, và trong vòng 4 tập đầu, số lượt xem tăng nhanh chóng khiến cho hãng The WB phải tiến hành phát sóng trọn bộ 22 tập của phần 1. Theo kế hoạch ban đầu, Kripke chỉ dự định phát triển phim trong 3 phần, nhưng do sự thành công ngoài dự kiến nên ông đã mở rộng nó lên thành 5 phần. Phần năm được bấm máy vào ngày 10 tháng 9 nằm 2009, cũng là phần kết thúc cốt truyện chính của phim; Tuy nhiên, hãng The CW chính thức thông báo về phần 6 của phim vào ngày 16 tháng 2 năm 2010. Eric Kripke xác nhận là ông sẽ không tham gia đạo diễn nữa nhưng vẫn đóng vai trò giám sát sản xuất. Sera Gamble sẽ là người thay Eric để đạo diễn phần 6 của phim, phần này chủ yếu tập trung vào tình cảm giữa 2 anh em và những bí mật mà họ khám phá ra được.

## Sản xuất

### Ý tưởng và sáng tạo
Eric Kripke đã phải dành 10 năm để sáng tác trước khi đưa Supernatural lên màn ảnh, vì ông rất đam mê thể loại chuyện kì bí trong thành thị từ khi còn nhỏ. Mặc dù ông đã mường tượng được việc cho Supernatural lên màn ảnh, nhưng ông vẫn phải mất rất nhiều năm, thậm chí vài năm thất bại để có thể phim hóa được ý tưởng của mình. Qua nhiều giai đoạn, ý tưởng được dựng lên thành phim từ ý gốc về một nhà báo lái xe vòng quanh nước Mỹ trên một chiếc xe tải để "đánh nhau với quỷ và tìm ra sự thật". Kripke muốn làm phim về chuyến rong rủi trên đường, ông cảm giác bộ phim rất hay về việc dùng "xe đi khắp nơi để nói lên những câu chuyện kì bí, tạo nên một cảm giác rất trung thực, sống động và rất Mỹ… Những câu chuyện mà chỉ tồn tại ở những thị trấn nhỏ trên khắp nước Mỹ, điều này càng làm tăng sự hấp dẫn cho phim." Do trước đây Eric Kripke đã từng viết kịch bản phim Tarzan cho hãng WB, do đó hãng đã đề nghị Kripke trình bày ý tưởng của mình về tác phẩm Supernatural. Tuy nhiên, hãng không thích nhân vật nhà báo, do đó Eric đã chuyển sang hai anh em và nhận được sự tán đồng. Ông muốn nguyên quán của hai anh em đến từ Lawrence, Kansas, vì nó gần với nghĩa trang Stull Cemetery, một địa điểm nổi tiếng với những câu chuyện thành thị kì bí.
Khi đặt tên cho nhân vật, Kripke quyết định lấy tên là "Sam" và "Dean" để bày tỏ sự kính trọng đối với Jack Kerouac trong tác phẩm "On the Road ". Tên nhân vật "Sal" trong tiểu thuyết không gây cảm tình mấy, nên Kripke đổi sang là "Sam". Theo phiên bản gốc, Kripke dự tính lấy họ của hai nhân vật là "Harrison" ngầm ý giống với họ của diễn viên Harrison Ford bởi vì Kripke muốn Dean có tính cách "cái ác nhìn phải sợ của Han Solo". Tuy nhiên, do có người tên Sam Harrison sống ở Kansas, do đó tên phải được đổi để không gặp vướng mắc về mặt pháp lý. Sự hấp dẫn của "Bí ẩn nhà Winchester" và sự hứng thú trong việc tạo ra cảm giác "phương Tây hiện đại" cho phim, do đó Kripke đã kết hợp lại để cho ra họ của nhân vật là "Winchester". Rắc rối lại xuất hiện khi theo kịch bản thì cha của Sam và Dean tên là "Jack", và có người tên Jack Winchester sống ở Kansas, buộc lòng Kripke phải đổi tên nhân vật thành "John", "John Winchester".
| “                                                                     | Chúng ta hay nói về phong cách Âu Mỹ hiện đại – hai anh chàng với súng trên tay, lái xe đến thị trấn, đánh nhau với kẻ xấu và hôn nhau với các cô gái đẹp và lái xe tiếp tục hành trình trong ánh hoàng hôn. Và như chúng ta nói như lúc ban đầu, nếu chúng ta xây dựng hình ảnh mấy anh chàng cao bồi, thì chúng ta phải cho họ một con ngựa chiến | ” |
| —Eric Kripke phát biểu về quyết định chọn xe Impala cho hai nhân vật. | |   |

Kripke tiếp tục phát triển ý tưởng về một chiếc xe cho nhân vật của mình trong "Supernatural" giống như trong phim "The Dukes of Hazzard" và "Knight Rider (phim truyền hình năm 1982)". Ban đầu, Eric dự tính sẽ dùng xe Ford Mustang 65, nhưng một người hàng xóm đã khuyên anh nên chuyển ý tưởng sang Chevrolet Impala 67, bởi vì anh có thể sử dụng "thùng sau xe để nhốt một người trong đó" và "mọi người sẽ rất sợ đến độ phải chốt cửa lại khi chạy dừng đèn đỏ cạnh nó". Kripke bình luận rằng, "Theo những người hâm mộ ô tô thì chiếc Impala giống như một chú khuyển Rottweiler vì xe nói đúng thì không đẹp. Khán giả sẽ nghĩ xe Impala có phong cách rất ngầu, cứng cáp, như vậy thì quá tốt cho phim."
Ban đầu, Kripke đã đưa cho nhà điều hành Fox Peter Johnson xem bản thảo của mình, khi Johnson chuyển qua làm chủ tịch khâu phim truyền hình của hãng Wonderland Sound and Vision, ông đã gọi cho Kripke. Johnson nhanh chóng ký hợp đồng và cùng chủ hãng Wonderland, McG làm điều hành sản xuất và bắt đầu làm tập đầu tiên "Pilot". Theo nguyên bản, thì cha của Sam và Dean không dạy dỗ hai anh em họ mà là chú và cô, và khi Dean tìm đến kiếm Sam, Dean phải thuyết phục ma quỷ là có thật. Điều này làm cho Kripke cảm thấy cốt truyện sẽ trở nên rất phức tạp do đó, theo ý kiến của Johnson, ông đã sửa lại kịch bản là cha họ sẽ là người dạy dỗ họ trở thành thợ săn. Kịch bản đã trải qua nhiều lần chỉnh sửa trước khi chính thức chuyển thể sang phim, ví như ý tưởng gốc thì bạn gái Sam, Jessica là quỷ và điều này khiến Sam tin và gia nhập cùng Dean đi săn quỷ; tuy nhiên Kripke đã sửa lại là Jessica sẽ chết giống như mẹ của Sam. Một chỉnh sửa khác nữa, Kripke đã thay kịch bản gốc ở chỗ Sam tin rằng Dean là tên sát nhân hàng loạt và cũng là người đã giết cha, và ông chết tại chỗ mà Jessica qua đời. David Nutter, người đã cùng làm việc với Kripke trong loạt phim "Tarzan", đã đồng ý tiến hành làm tập đầu tiên "Pilot". Khi dòng phim bắt đầu khởi quay, hãng đã mời Robert Singer về làm điều hành sản xuất vì hãng muốn Kripke làm việc với người có kinh nghiệm hơn trong lĩnh vực sản xuất. John Shiban cũng được mời về hỗ trợ thiết kế dòng thần thoại như ông đã từng làm trong dòng phim "The X-Files". Kripke dự tính chỉ làm phim thành 3 phần, nhưng đã mở rộng nó ra thành 5 phần, hi vọng phim sẽ kết thúc với nhận định cao.

### Viết kịch bản
Nhân viên tham gia trong biên kịch phần 1 của phim có Kripke và 5 nhà viết kịch khác cùng nhiều trợ lý để tìm hiểu thông tin về những chuyện thành thị kì bí. Hầu hết mọi công việc đều tiến triển tốt, mọi người chia ra thành từng nhóm để biên kịch phim. Trước khi bắt đầu mỗi phần, mọi người tập trung lại và đưa ra ý kiến của từng nhóm, rồi chỉ định một người đứng ra làm công tác phát triển kịch bản. Mỗi ý tưởng đều được ghi ra bảng để Kripke và Bob Singer có thể chỉnh sửa nếu cần thiết. Sau cùng, bản thảo đã chính thức được viết, còn Kripke thì giám sát để đảm bảo tính thống nhất giữa các tập với nhau. Trong phần đầu phim, Kripke đã rất vất vả để thực hiện chỉ đạo phim, cho đến phần 3 thì Kripke không kiểm soát nữa vì cho rằng mọi người đã hiểu nhau hơn về ý tưởng riêng dành cho bộ phim.
Đặc điểm của phim Supernatural chủ yếu bị ảnh hưởng lớn bởi dòng phim như Poltergeist – chuyện kinh khủng xảy ra trong gia đình hơn là ở một nơi hẻo lánh nào đó – và phim Evil Dead 2 và An Aerican Werewolf in London – có xen lẫn phong cách hài hước trong phim. Kripke phát biểu ý kiến như sau, Ý tưởng là làm ra một bộ phim kinh dị khiến bạn cảm giác nó có thể xảy ra ngay trong sân nhà mình. Có bao nhiêu khán giả phải thốt lên khi thấy ma cà rồng chỉ ở bên trong lâu đài trung cổ nào đó? Một số bộ phim như The Two Sisters và các bộ phim rùng rợn châu Á như The Eye, Ju-on, và Ring cũng tạo nên ý tưởng cho phim.
| “            | Mọi câu chuyện luôn bắt đầu từ gia đình, chứ không phải là từ đâu khác. Những điều huyền bí xảy ra chỉ là ngụ ý chỉ những vấn đề mà một gia đình hay gặp phải. Anh trai trông nom em trai của mình, tự nghĩ rằng mình phải giết người mà mình thương yêu nhất, tình cảm gia đình với lợi ích chung, nghĩa vụ gia đình và hạnh phúc bản thân… | ” |
| —Eric Kripke | |   |

Theo nhà sáng tác Eric Kripke, loạt phim sẽ tập trung vào những quái vật xuất hiện hàng tuần, còn Sam và Dean sẽ là người dẫn sắt chúng ta theo dõi loạt phim kinh dị mỗi tuần. Mục đích duy nhất của ông là làm cho mọi người giật mình khi xem phim. Tuy nhiên, trong một vài tập, Kripke và Bob Singer muốn Jared Padalecki và Jensen Ackles tập trung vào thể hiện tình cảm anh em hơn trong phim vì ý của Kripke muốn họ dàn trải ra để dành cho màn quái vật hàng tuần của nhà Winchester. Theo Kripke, "Đôi khi, họ lại hết ý tưởng về ma quỷ cho đến giờ nghỉ, do đó phải tập trung vào hoàn thành cảnh phim tình cảm đầy kịch tính và cảm động trước."
Kripke không muốn phim của mình có kết thúc "mở ly kỳ" như phim Lost (phim truyền hinh) nên ông đã chú tâm phát triển "Supernatural" thành một phim ly kì đơn giản, ông cho rằng, "Thật là khó để cứ tiếp tục sự bí ẩn từ phần này sang phần nọ rồi phần kia để rồi sau đó chỉ đưa một lời giải thích để thỏa mãn người xem." Do đó ông đã chọn cấu trúc phim giống như trong phim The X-Files, với những sự kì bí gắn liền lan rộng trong khắp các tập phim và tự kết thúc ở mỗi tập. Điều này sẽ giúp khán giả không cần phải quá chú tâm vào nhiều điều trong phim để có thể hiểu hết được toàn bộ dòng phim, có thể ví như "tham gia vào bữa tiệc bất cứ khi nào bạn muốn".

### Hiệu ứng
Ban đầu hãng thuê công ty bên ngoài để tham gia tạo hiệu ứng cho phim như hãng Entity FX làm hiệu ứng hình ảnh trong tập đầu "Pilot" nhưng giờ thì hãng đã có một tổ chuyên biệt về hiệu ứng cho toàn bộ phim. Ivan Hayden được chọn làm Giám sát hiệu ứng và phải làm việc với rất nhiều nhân viên sản xuất. Trong suốt quá trình tiền sản xuất, Hayden phải đọc lại bản thảo, suy nghĩ những hiệu ứng hình ảnh phù hợp cho phim. Ông đã tổ chức cuộc họp về hiệu ứng với những người biên kịch để thống nhất hiệu ứng cần thiết kế cho phim phối hợp trôi chảy với bộ phận hiệu ứng đặc biệt và đóng cảnh nguy hiểm. Hayden cũng xuất hiện trong quá trình quay phim để đảm bảo các cảnh quay phù hợp với hiệu ứng hình ảnh, chẳng hạn như cảnh diễn viên phải nhìn vào đúng vị trí mà hiệu ứng sẽ được thêm vào sau đó. Một việc nữa mà tổ hiệu ứng hình ảnh phải làm là tạo ra các thói quen và ngoại hình cho những tạo vật siêu nhiên trong phim, dù các thói quen này thường hay thay đổi một khi nó có lợi cho câu chuyện.

### Âm nhạc
Supernatural có một dàn nhạc chuyên tạo nhạc cho phim, nhưng đôi khi những nhạc cụ như ghi-ta hay viôlông vẫn được dùng. Một số nhạc cụ đặc biệt cũng được dùng trong một vài tập như trong tập phim "Faith" khi chơi "nhạc blue tôn giáo" trên cây piano để tạo ra tiếng chữa vết thương. Không giống như những chương trình khác, hãng đã thuê hai nhà soạn nhạc là Christopher Lennertz và Jay Gruska. Mỗi người sẽ thay nhau tuần tự soạn nhạc cho phim, điều này giúp họ có thêm thời gian để viết bản nhạc thường thì mất 30 phút cho mỗi tập. Họ viết nhạc cho tập phim riêng và nhân vật của mình và chỉ hỏi người kia khi có sự chồng chéo giữa các tập. Họ cố gắng làm cho lời bài hát đi liền với hình ảnh trong phim, giống như tập "Dead in the Water". Đa số các bản nhạc đều rất quen thuộc cho các tình huống trong phim như giữa hai anh và cha họ, thì hơn một phần ba các bản nhạc khác đều mới được viết dành riêng cho phim.
Trong khi nhạc gốc của phim được dùng trong suốt các tập, thì một loại nhạc khá quan trọng xuất hiện trong phim là rock cổ điển, Kripke đã từng đe dọa sẽ dẹp phim nếu hãng không thông qua. Đa số các bản nhạc đều là do tự tay Kripke sưu tập lấy, mặc dù ông rất thích ban nhạc Led Zeppelin nhưng vì họ bán bản quyền quá đắt nên ông không dùng, tuy nhiên một số tập vẫn ghi nguồn tham khảo là bài nhạc của Led Zeppelin. Các bang nhạc như Blue Öyster Cult và AC/DC xuất hiện rất nhiều trong phim. Các bản nhạc ghép cũng được dùng trong suốt chiều dài phim, ngoài ra bản "The Road So Far" cũng được phát liên tục. Mặc dù Kripke chỉ muốn dùng những bản nhạc có sẵn, nhưng thỉnh thoảng Lennertz và Gruska vẫn sử dụng thêm những bản nhạc giống rock để lấp vào chỗ trống 15 tới 20 giây, do đó nó làm tăng chi phí cho đoàn phim.

### Địa điểm dựng phim
Mặc dù tập "Pilot" được quay tại Los Angeles, nhưng cảnh quay chính lại được dựng tại Vancouver, British Columbia. DO vậy, các đoạn quay cận cảnh đều thực hiện tại đây, "Dead in the Water" được bấm máy tại Buntzen Lake, và cảnh cuối cùng của "Simon Said" được quay tại Cleveland Dam. Một số nơi khác cũng được dùng và tổ nghệ thuật dùng nhiều biện pháp để giấu đi địa điểm cho việc tái sử dụng 2 đến 3 lần. Heritage Park ở Burnaby được dùng làm một nghĩa trang trong tập "Red Sky at Morning", cũng như địa điểm một ngôi nhà tranh được dùng trong tập "Bedtime Stories". Bệnh viện Riverview ở Coquitlam được hoạt cảnh nhiều lần, trong đó có lần là nhà thương điên tập "Asylum", là một bệnh viện trong tập "In My Time of Dying", và nhà tù trong tập "Folsom Prison Blues". Các tập phim thường thì nhân vật chính xuất hiện ở nơi vô định nào đó, do đó cảnh được quay tại một trại lính cũ, đã đóng cửa nhiều năm, toàn bộ các công trình đều bị dở bỏ, chỉ còn những con đường thẳng chiều được dùng cho cảnh giữa đại lộ.

## Diễn viên và nhân vật
| “                                                     | Khi đọc bản thảo, tôi cứ thấy mình như Dean vậy. Với một nhân vật có tính cách hài hước xen lẫn với một chút táo bạo, nhân vật quá hấp dẫn với tôi. Khi tôi được yêu cầu thử vai, họ tỏ ra rất thích, "Đây đúng là người chúng ta cần". Điều đó là quá tuyệt, tôi đã tìm được nhân vật mà mình thích. | ” |
| —Jensen Ackles phát biểu về nhân vật Dean Winchester. | |   |

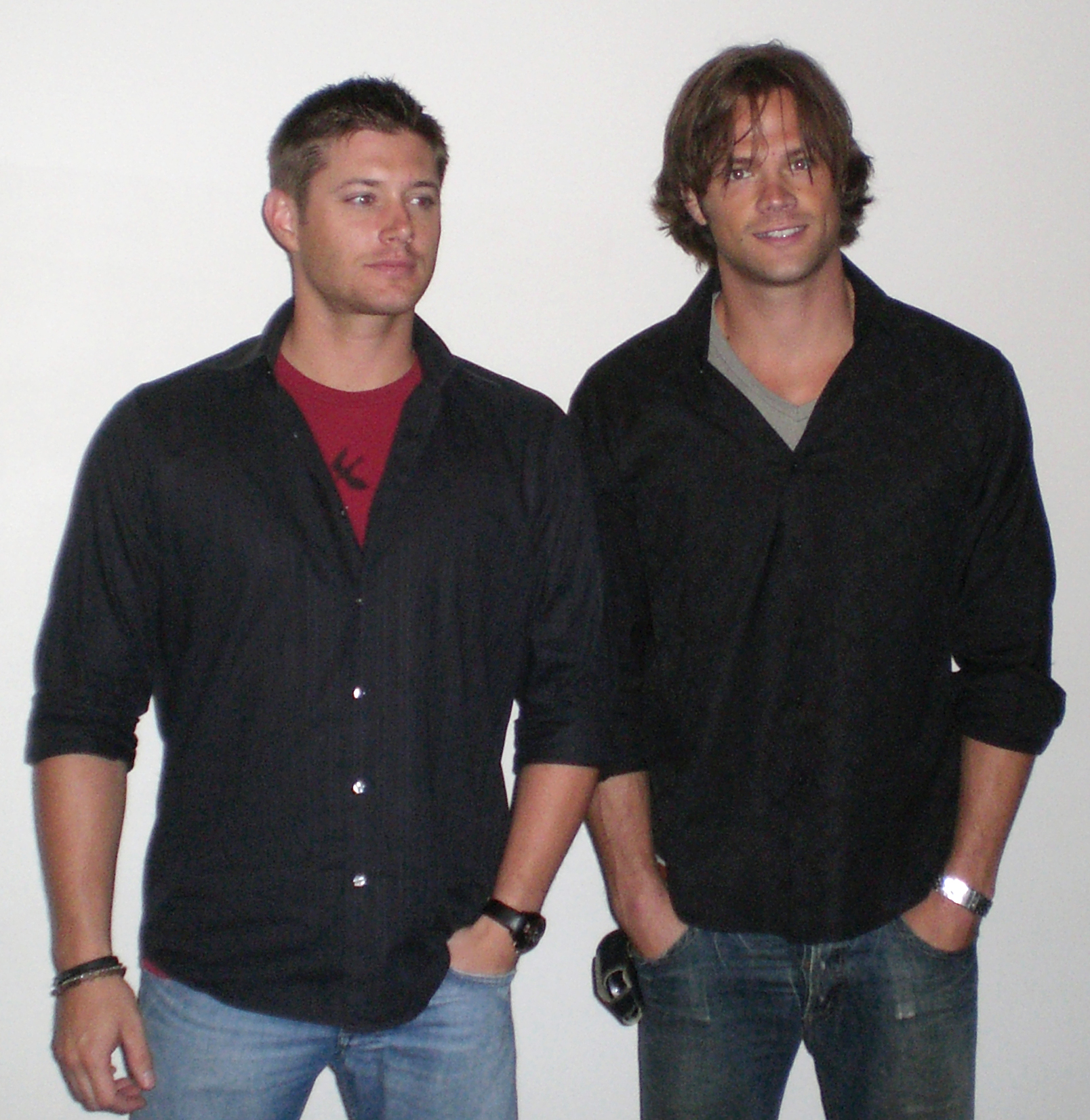
Jensen Ackles và Jared Padalecki là hai diễn viên thủ vai Dean và Sam Winchester trong phim.

Phim tập trung vào hai nhân vật chính là anh em nhà Winchester Sam Winchester (Jared Padalecki) và Dean Winchester (Jensen Ackles) theo suốt chuyến hành trình xuyên đất nước để truy tìm những thế lực siêu nhiên. Padalecki tỏ ra thích thú với vai diễn vì anh cảm giác phim có nét giống với The X-Files và Twilight Zone. Anh cảm nhận vai diễn Sam tương tự như Neo trong phim Ma trận và Luke Skywalker trong phim Chiến tranh giữa các vì sao. Trước đó, Padalecki cũng đã từng hợp tác với nhà chỉ đạo sản xuất McG và David Nutter, nên họ đã mời anh thử vai. Ban đầu Ackles được mời thử vai Sam, nhưng sau khi đọc bản thảo anh quyết định chọn vai Dean. Vào thời điểm thử vai, anh đang tham gia một bộ phim khác của hãng WB Smallville. Sau khi quyết định nhận vai Dean, vai diễn của anh trong Smallville  được giảm bớt.
Diễn viên chính của phim không nhiều, chỉ có hai anh em Sam và Dean, nhưng có rất nhiều diễn viên phụ. Jeffrey Dean Morgan thủ vai John Winchester, cha của Sam và Dean, xuất hiện trong tập đầu tiên Pilot, nhưng mãi đến giữa chừng của phần 1 ông mới tái diễn, rồi lại chỉ xuất hiện trong đoạn cái chết của nhân vật ở đầu và khúc cuối khi linh hồn ông quay về để giúp con trai mình ở phần 2. The John Shiban thì hai anh đã hoàn toàn tách biệt khỏi cha mình do đó tách biệt luôn cả bộ phim, ông phát biểu hai người con đi theo dấu vết của cha mình và đánh nhau với lũ quái bất chấp mọi cách ngăn và cản trở, họ vẫn tiếp tục. – Cha họ đang làm gì? Liệu rằng cha họ có làm được những điều họ đang làm hay không và như thế nào? Mặc dù Morgan đang bận với vai diễn phụ trong phim Grey’s Anatomy, nhưng ông vẫn cố gắng quay trở lại vai diễn trong Supernatural. Bởi vì thời khóa biểu của Morgan gần như chật kín nên sự trở lại trong vai diễn của ông rất khó nói trước được.
Hai con quỷ đầu tiên xuất hiện trong phần 1 phim, Azazel và con quỷ nhập xác Meg Masters. Azazel thường xuất hiện dưới dạng cái bóng hoặc đám khói và có hình người khi nó nhập xác John Winchester, trong khi con quỷ kia thì dùng thân xác của cô gái có tên là Meg Masters (Nicki Lynn Aycox) để làm vật chủ. Người chọn Nicki cho vai diễn Meg là chỉ đạo sản xuất Kim Manners. Trong phần 2, vật chủ của Azazel được Fredric Lehne thủ vai; theo đúng thì Lehne chỉ xuất hiện trong một tập, nhưng ông đã gây ấn tượng với ban điều hành do đó ông được mời tiếp tục đóng trong hai tập cuối của phần 2. Azazel vẫn tiếp tục xuất hiện ngay cả khi nhân vật này đã chết ở phần 2, nhân vật tái diễn trong phần 4 do Christopher B. MacCabe thủ vai và Mitch Pileggi tập "In the Beginning" và phần cuối do Rob LaBelle đóng. Tương tự như vậy, mặc dù theo cốt truyện, nhân vật Meg Masters và con quỷ ám cô ta vẫn tiếp tục có mặt trong một vài tập tiếp theo. Con quỷ xuất hiện trong phần 2 khi nó nhập xác Sam và trong phần 5, trong vật chủ mới do Rachel Miner đóng. Còn Nicki đóng thêm cảnh Meg ở phần 4 khi quay về báo thù anh em nhà Winchesters.
Ý tưởng của các nhà biên kịch là muốn xoáy sâu vào phát triển hình tượng thợ săn, dẫn đến việc đưa thêm nhiều nhân vật mới vào phim. Nam diễn viên Jim Beaver xuất hiện trong vai Bobby Singer ở cuối phần 1, một người bạn lâu năm của nhà Winchester, có thể nói là Bobby giống như người cha thứ hai của hai anh em Sam và Dean sau cái chết của cha họ, nhân vật Bobby xuất hiện liên tục trong nhiều tập phim tiếp theo sau đó. Thợ săn khác trong phần 2 xuất hiện thêm tại quán Roadhouse của nhà Harvelle, giống như một điểm tập kết của thợ săn. Chủ quán là Ellen Harvelle(Samantha Ferris), chồng của bà là bạn của John Winchester, ở cùng bà còn có cô con gái Jo Harvelle (Alona Tal) và thiên tài tin học Ash (Chad Lindberg) với biệt tài là có thể dùng máy tính để truy tìm các sự kiện siêu nhiên.Tal là một nhân vật được thêm vào chứ không nằm trong kịch bản gốc, ban chỉ đạo sản xuất tin rằng nhân vật "Jo" giống như cô em gái 14 tuổi của Sam và Dean. Kripke tuyên bố rằng cho thêm nhân vật "Jo" vào đã làm sai hướng của cốt truyện và phản ứng của người hâm mộ là thấp cho nhân vật này. Nhân vật "Ash" kết thúc với cái chết của anh khi quán Roadhouse bị thêu rụi. Nhân vật Ellen đáng lẽ đã xuất hiện lại trong phần 3 nhưng đã bị đình lại do "Cuộc biểu tình của giới biên kịch Mỹ(2007-2008)". Nhưng ban biên tậpvẫn dành cho nhân vật Ellen một vai ở những tập cuối phần 3, nhưng Ferris không chấp thuận vì hợp đồng không có lợi cho bà, có thể nói là lỗ. Tuy vậy, Jo và Ellen vẫn xuất hiện ở phần 5 của phim.
Trong phần 3, ban biên kịch quyết định thêm vào nhân vật mới Ruby, một mụ phù thủy hóa quỷ muốn trở thành đồng minh với anh em Winchester. Tuy nhiên, hãng CW muốn có thêm một nhân vật nữ nữa trong phim, và họ quyết định thêm vào Bela Talbot, một tên trộm chuyên trộm những vật ma thuật để bán cho khách hàng giàu có. Ban đầu đoàn làm phim chỉ định cho nhân vật Bela xuất hiện trong một vài tập, nhưng sau đó đã nâng lên nhân vật phụ trong nhiều tập. Katie Cassidy và Lauren Cohan được chỉ định vào vai Ruby và Bela, theo kế hoạch ban đầu thì họ sẽ đóng vai của nhau trong hiện tại. Mặc dù hai nhân vật chỉ xuất hiện 6 lần trong phim, nhưng cả hai đã chinh phục được khán giả. Riêng nhân vật Bela đã được bố trí chết trong cuối phần 3 do phản ứng tiêu cực từ khán giả, còn Cassidy thì rút lui vì lý do tài chính.
Ruby xuất hiện trong phần 4 do Genevieve Cortese thủ vai cho đến khi nhân vật này chết ở cuối phần 3.
Ban biên tập muốn tăng thêm tính truyền thuyết của Cơ đốc giáo trong phim, nên họ đã tạo ra nhân vật ‘’thiên thần’’ Castiel. Trong đoạn mở đầu, vì muốn giữ bí mật về nhân vật nên Kripke đã để đoạn hội thoại giả định sự hoài nghi về nhân vật là một con quỷ đã cứu Dean. Misha Collins tham gia đoàn phim và vào vai Castiel ở phần 4. Theo kịch bản, chính Castiel đã hồi sinh Dean sau khi anh chết ở cuối phần 3 và trở thành đồng minh của nhà Winchester. Ban đầu nhân vật chỉ được xác định xuất hiện trong sáu tập phim, nhưng đã được phát triển thêm sau đó. Collins được giới thiệu như một trong những nhân vật chính của phim mà tin rằng chỉ để thỏa mãn sự hâm mộ của các khán giả.
Bên cạnh Castiel, ban biên tập còn đưa thêm ‘’thiên thần’’ Uriel (Robert Wisdom) một thiên thần ‘’hiếu chiến’’ và ‘’cực đoan’’; Julie McNiven vào vai ‘’thiên thần sa ngã’’ Anna Milton, người sau đó đã lấy lại được sức mạnh thiên thần nhưng vẫn là kẻ phản bội Thiên Đường; Kurt Fuller vào vai trưởng nhóm thiên thần Zachariah, người luôn muốn đem sự hủy diệt đến trái đất để xây dựng lại thiên đường trên trái đất. Mark Pellegrino vào vai Lucifer. Pellegrino đáng lẽ ra sẽ tham gia với vai Castiel, nhưng rồi lại được chỉ định vào vai Lucifer mà không cần đóng thử. Cuối phim, nhân vật Zachariah, Anna và mẹ con nhà Harvelle đều chết.
Bởi vì cả bộ phim tập trung quá nhiều vào hai anh em nhà Winchester nên ban biên tập nhận định rằng khán giả sẽ nghĩ rằng nhân vật chính sẽ không bao giờ chết, nên họ đã tăng thêm tình huống nguy hiểm, hồi hộp, và đôi lúc cho nhân vật chết tạm thời để gây hứng thú khi xem.

## Các phần trong phim

### Phần 1
Phần 1 gồm 22 tập và được phát sóng tại Mỹ vào ngày 13 tháng 9 năm 2005, kết thúc vào ngày 4 tháng 5 năm 2006. Trong phần 1, 16 tập đầu được phát sóng vào 9:00 tối thứ 3 hàng tuần, sau đó đổi lại vào thứ 5.
Hai anh em nhà Winchester, Sam và Dean, cùng đi tìm cha mình là John, người đã mất tích sau cuộc đi săn. Tuy nhiên, cha họ không phải là thợ săn bình thường, ông đi săn những sinh vật siêu nhiên như ma, ma cà rồng và vô số loài quỷ khác. Trong suốt cuộc hành trình, Sam và Dean đã cứu được nhiều người vô tội, đánh nhau với bọn ma quỷ, thu thập thông tin về cha mình. Sam bắt đầu phát hiện ra khả năng siêu nhiên và tiên đoán của mình. Cuối cùng thì họ cũng tìm được cha mình và biết được kẻ giết mẹ họ là con quỷ mắt vàng và thứ duy nhất giết được nó là khẩu súng Colt được làm bởi Samuel Colt.

### Phần 2
Phần 2 gồm 22 tập được phát sóng vào 9:00 tối thứ Năm hàng tuần tại Hoa Kỳ từ ngày 28 tháng 9 năm 2006 đến ngày 17 tháng 5 năm 2007.
Trong phần này, Sam và Dean tiếp tục đi săn con quỷ mắt vàng như đã hứa với cha họ trước khi ông mất. Họ gặp nhiều bạn mới như Ellen, Jo, Ash. Kế hoạch của con quỷ mắt vàng được hé lộ, nó muốn Sam đánh nhau với những người được chọn như cậu và kẻ sống sót sẽ lãnh đạo đội quân quỷ. Lúc sắp thoát khỏi nơi giam cầm của con quỷ mắt vàng thì Sam bị giết. Dean thỏa thuận với con quỷ ở giao lộ để cứu Sam bằng linh hồn của anh sau một năm. Trong cuộc đương đầu với quỷ mắt vàng, Dean đã giết được nó nhưng lại để cánh cửa địa ngục mở ra giải thoát vô số con quỷ ra ngoài.

### Phần 3
Tổng cộng có 16 tập được chính thức phát hành do ảnh hưởng của cuộc biểu tình của các nhà biên kịch Mỹ 2007-2008. Ban đầu hãng chỉ định sản xuất 12 tập, nhưng 4 tập được thêm vào tháng 4 và tháng 5 năm 2008. Các tập của phim được lên sóng vào 9:00 tối thứ Năm hàng tuần tại Hoa Kỳ từ 4 tháng 10 năm 2007 đến 15 tháng 5 năm 2008.
Phim xoay quanh câu chuyện về thỏa thuận với quỷ của Dean và việc tìm cách giúp anh thoát khỏi bản hợp đồng chết người đó. Trong quá trình đó, hai anh em gặp một con quỷ tên Ruby (Katie Cassidy), nó tỏ ra thích Sam và nói rằng có thể cứu Dean. Sau đó hai anh em gặp Bela Talbot, một kẻ "siêu trộm" chuyên "hớt tay trên" và bán lại những món đồ ma thuật. Hai anh em đã tìm ra con quỷ tên Lilith đang giữ bản hợp đồng của Dean. Sam, Dean và Ruby truy tìm dấu vết để giết Lilith. Cuối cùng, Dean vẫn bị giết, còn Lilith bất thành trong việc giết Sam bởi năng lực siêu nhiên của anh.

### Phần 4
Lần này phần tiếp theo có 22 tập phát sóng vào 9:00 tối thứ Năm hàng tuần ở Hoa Kỳ từ 18 tháng 9 năm 2008 đến 14 tháng 5 năm 2009.
Dean được cứu khỏi địa ngục và trở về trần gian nhờ vào ‘’thiên thần’’ có tên Castiel. Toàn bộ phần 4 chủ yếu dõi theo hai anh em và Castiel nỗ lực ngăn chặn Lilith phá vỡ ‘’phong ấn 66’’ để giải thoát Lucifer. Tình cảm anh em bị gián đoạn khi Sam nghiêng về phía Ruby nhiều hơn Dean. Sam cũng ngày càng trở nên thiên về cái ác hơn khi anh uống máu quỷ để có sức mạnh đánh nhau với Lilith. Sau khi tìm và diệt được Lilith, Sam mới biết được cái chết của Lilith là ấn phong cuối cùng và từ đầu đến cuối là do kế hoạch của Ruby để lừa anh. Dean đến muộn nhưng cũng kịp giết được Ruby trong khi Lucifer đang thoát khỏi ấn phong dưới chân họ.

### Phần 5
Phần 5 có 22 tập  và theo dự kiến ban đầu của Eric Kripke đây là phần chót qua những lời tuyên bố của ông rằng phim chỉ có 5 phần. Mặc dù vậy, Jared Padalecki và Jensen Ackles đã ký hợp đồng cho phần 6 của phim, và hãng CW đã làm phần tiếp theo của phim vào ngày 16 tháng 2 năm 2010.
Chuyện bắt đầu về việc tìm cách ngăn chặn Lucifer và cứu thế giới khỏi bị diệt vong. Trong suốt phim, Dean và Sam không chỉ đánh nhau với quỷ mà cả với ‘’thiên thần’’ để tránh việc trở thành xác trần cho Michael và Lucifer. Không thể tiêu diệt được Lucifer, họ tìm cách thu thập cho đủ 4 chiếc nhẫn từ Tứ Kỵ Sĩ (Four Horsemen of the Apocaplypse) để làm chìa khóa mở ấn phong giam Lucifer. Castiel đã nổi loạn chống lại Thiên Đàng vì Dean, mọi cơ hội gần như không còn, ai cũng chán nản, Dean, Sam, Castiel và Bobby đều thấy chiến thắng là bất khả thi, nhưng nhờ sự đoàn kết và hỗ trợ lẫn nhau họ vẫn tiếp tục chiến đấu đến phút cuối.

### Phần 6
Tác giả kịch bản phim Eric Kripke chỉ có kế hoạch cho đến phần 5, nhưng do lượng khán giả tăng cao từ sau phần 4 nên hãng CW quyết định làm tiếp phần 6 của phim. Kripke không chỉ đạo phim nữa nhưng vẫn tham gia giám sát chỉ đạo sản xuất, người lên thay chỉ đạo chính là Sera Gamble.
Gamble nói rằng phần 6 phim tập trung vào tình cảm giữa hai anh em. Phần này hướng nhiều đến về những vụ việc còn để ngỏ hoặc chưa rõ của các phần đầu và những bí mật chưa có câu trả lời. Theo thông cáo báo chí của hãng CW, Thiên đường và Địa ngục giờ đây đã xáo trộn hoàn toàn, buộc Sam và Dean phải tập trung vào tiêu diệt những sinh vật và quái vật đáng sợ mới xuất hiện trong sự hỗn loạn thế gian. Trong quá trình đó, họ khám phá ra rằng Castiel đang gặp rắc rối với Raphael trên thiên đường khi anh bị Raphael bắt phải phục tùng và tái lập sự khải huyền. Yếu thế về sức mạnh, Castiel đã bắt tay cùng Crowley để mở cánh cửa Purgatory để hấp thu các linh hồn bị nhốt trong đó nhằm tăng sức mạnh. Sau đó, Castiel giết được Raphael, đồng thời cũng đã hấp thụ tất cả các Leviathan (những sinh vật vô cùng nguy hiểm mà Chúa đã nhốt trong Purgatory).
Jensen Ackles làm đạo diễn cho tập "Weekend at Bobby's", giúp cho anh có thời gian để tập trung sản xuất tập này của phim. Misha Collins trở lại với vai thường nhật của mình Castiel  còn Jim Beaver về vai Bobby Singer. Mitch Pileggi đóng vài vai ông ngoại của Sam và Dean. Người anh em họ của Sam và Dean sẽ do Corin Nemec thủ vai; nhân vật được đánh giá là "khả quan, chịu áp lực tốt và rất thạo việc". Kim Rhodes vào vai Sheriff Jody Mills  cùng Fredric Lehne trong vai Azazel.
Phần 6 phim được phát sóng vào 9:00 tối thứ Sáu hàng tuần ở Hoa Kỳ vào ngày 24 tháng 9 năm 2010.

### Phần 7
Sau khi hấp thụ các linh hồn từ Purgatory và tuyên bố mình là vị Chúa mới, Castiel đã trừng phạt tất cả những kẻ chống đối với mình nhưng rồi Castiel phát hiện ra anh không thể khống chế được Leviathans trong cơ thể và họ muốn điều khiển lại anh. Nhờ Sam và Dean, Castiel đã đưa các linh hồn quay về Purgatory nhưng không hẳn thế, Leviathans trong cơ thể của Castiel vẫn ở lại và thoát ra ngoài và phân tán khắp mọi nơi trên thế giới. Sam và Dean biết được điểm yếu của các Leviathans là Natri Borat (hay còn gọi là Borax, có trong mấy chai tẩy rửa) rồi chặt đầu họ. Leviathans xâm nhập vào thế giới hiện đại và học cách sống của con người. Cầm đầu Leviathans là Dick Roman. Hắn muốn đưa toàn bộ Leviathans lên Trái Đất, biến Trái Đất thành một trại chăn nuôi nhằm cung cấp thức ăn cho chúng. Để thực hiện điều đó, hắn tạo ra một chất tẩm vào thức ăn làm con người mập lên và bị "lú", ngoài ra hắn còn tạo ra chất phụ gia 3.0 với mục đích giết tất cả những người mắc bệnh nan y, các bệnh bẩm sinh và không thể chữa khỏi (mục đích chính là để có được một loài người khoẻ mạnh, không bệnh tật để cung cấp thức ăn cho chúng). Sam và Dean tập hợp lại tất cả ba loại máu là của vua ma cà rồng (Alpha Vampire), Diêm vương (King of Hell a.k.a Crowley), thiên thần (Castiel) bôi lên một khúc xương của người chính nghĩa để tiêu diệt Dick, đưa tất cả Leviathans về Purgatory, không ngờ sau khi Dick bị thổi bay về Purgatory thì Dean và Casiel cũng biến mất theo hắn.

### Phần 8
Một năm sau khi Dean thoát khỏi Purgatory với một người bạn đồng hành là ma cà rồng (lúc này Castiel không xuất hiện vì được Naomi trên thiên đàng cứu và biến thành nô lệ của mình). Với sự giúp đỡ của "Nhà tiên tri của Chúa" Kevin Tran, Sam và Dean thực hiện 3 thử thách trên phiến đá Địa ngục do Chúa tạo ra để đóng cửa Địa ngục vĩnh viễn. Castiel chạm tay vào phiến đá Thiên thần và thoát khỏi sự phục tùng của Naomi. Họ gặp Metatron (người chấp bút của chúa) và Metatron cùng Castiel thực hiện các thử thách của phiến đá Thiên thần để đóng cửa thiên đường. Khi các thử thách sắp hoàn thành thì Naomi xuất hiện nói cho Dean và Castiel biết bà ấy đã xâm nhập vào đầu của Metatron và biết sự thật, Sam sẽ chết sau khi hoàn thành thử thách thứ 3, còn Castiel bị Metatron lợi dụng để trục xuất tất cả các thiên thần xuống Trái Đất và cũng lấy đi sức mạnh của Castiel. Vì vậy Dean vội vàng cản Sam làm thử thách thứ ba và Metatron đã thành công trục xuất các thiên thần. Cảnh cuối cùng của phần này là hàng loạt các thiên thần rơi từ thiên đường xuống hạ giới.

### Phần 9
Trong nửa đầu mùa 9, các thiên thần rơi xuống Trái Đất rồi đánh nhau trong khi săn lùng Castiel. Một trong các kỵ sĩ địa ngục, Abaddon, xuyên không từ quá khứ đến hiện tại làm mọi cách để chiếm địa ngục trong khi Crowley bị giam bởi Sam và Dean, những người cố gắng sử dụng một nghi lễ cũ để chữa bệnh cho Crowley. Còn Sam, do tác dụng phụ của 3 thử thách khiến cơ thể Sam bị tổn thương nghiêm trọng, Castiel bây giờ là con người và không thể chữa bệnh cho Sam nên Dean buộc phải để cho một thiên thần khác là Ezekiel nhập vào Sam để chữa lành cho Sam từ bên trong. Dean vừa đối phó với nhiều mối đe dọa khác nhau vừa che giấu sự hiện diện của Ezekiel khỏi Sam để Sam không trục xuất anh ta (Sam sẽ chết nếu trục xuất anh ta quá sớm) trong khi vẫn giữ Castiel theo yêu cầu của Ezekiel. Hai anh em tìm cách mở cửa Thiên đàng để đưa các thiên thần và linh hồn vô đó. Sau đó Dean mới biết Ezekiel thật đã chết, còn "Ezekiel" đang ở bên trong Sam thực ra là Gadreel, thiên thần đã để cho Lucifer vào Vườn Eden. Gadreel giết Kevin Trần theo lệnh từ Metatron và trốn thoát trong khi Castiel lấy lại quyền lực của mình. Với sự giúp đỡ của Crowley, Sam trục xuất Gadreel và cãi nhau với Dean, còn Crowley được thả theo thỏa thuận của Dean để cứu Sam.
Trong nửa cuối mùa 9, Dean đi tìm Gadreel và Lưỡi Kiếm Đầu Tiên của Michael (First Blade) để giết Abaddon với sự giúp đỡ của Crowley, đối tác tạm thời khi Abaddon biến Địa ngục thành "tồi tệ" hơn Crowley. Mặc dù được Cain cảnh báo về những hậu quả khủng khiếp nhưng Dean vẫn đồng ý nhận Mark of Cain (Dấu Ấn của Cain) để có thể sử dụng Lưỡi Gươm Đầu Tiên. Castiel chữa lành cho Sam nhờ sức mạnh "cướp" từ thiên thần khác rồi đi tìm Metatron vì cho rằng hắn có thể mở cửa Thiên đường. Crowley tiếp tục làm Diêm Vương sau khi Dean giết Abaddon. Trong khi đó, Metatron cố gắng hợp nhất tất cả các thiên thần dưới quyền cai trị của mình, còn Castiel tập hợp các thiên thần khác chống lại hắn. Cuối cùng, Metatron giết Dean rồi bị Castiel đánh bại nhưng sau đó Dean được hồi sinh dưới dạng một con quỷ mắt đen do ảnh hưởng của Mark of Cain.

### Phần 10
Ở mùa thứ 10, sau khi được hồi sinh bởi Mark of Cain, Dean trở thành một con quỷ mắt đen làm việc cho Crowley, còn Sam tiếp tục đi tìm Dean. Sau khi Dean từ chối làm theo lệnh của Crowley khiến hắn nhận ra Dean quá mạnh, quá nguy hiểm, phá nát công việc của mình nên hắn cho Sam biết vị trí của Dean để Sam đưa Lưỡi Kiếm Đầu Tiên cho hắn. Sau đó, Sam và Castiel chữa cho Dean bằng cách sử dụng máu người được thánh hóa và trả Dean về trạng thái con người của mình nhưng không xóa được Mark of Cain nên nhiệm vụ trọng tâm của Dean ở mùa này là thoát khỏi sự khống chế của Mark of Cain.
Sau khi thiên thần Hannah trở lại Thiên đường để xác trần của cô trở lại cuộc sống cũ, Castiel cũng đi tìm gia đình của Jimmy, xác trần của mình. Dean và Sam giúp Castiel chăm sóc con gái của Jimmy, Claire. Charlie tìm được Cuốn sách của Nguyền rủa (Book of Damned), trong đó có hướng dẫn giải lời nguyền Mark of Cain. Sam thỏa thuận với Rowena, mẹ của Crowley, bà ta giúp Sam dịch cuốn sách đầy sức mạnh này, đổi lại, Sam sẽ giết Crowley cho bà ta. Sam cũng yêu cầu Castiel và Charlie giấu Dean. Sau đó, Charlie đã giải mã cuốn sách rồi bị giết bởi nhà Steins, một gia tộc "ngầm". Sau khi "xóa sổ" nhà Steins, suýt giết Castiel rồi giết một thợ săn khác, Dean tuyệt vọng đến mức triệu hồi Death giết mình để thoát khỏi Mark of Cain. Sau khi nói rõ tác dụng của Mark of Cain, Tử Thần đồng ý đưa Dean ra khỏi Trái đất với điều kiện Dean phải giết Sam vì nếu không, Sam sẽ làm mọi thứ để đưa Dean trở về. Dean phải mất một lúc sau mới thuyết phục Sam đồng ý chết vì lợi ích của thế giới nhưng vào giây phút cuối cùng, thay vì chém Sam thì Dean lại chém chết Death. Trong khi đó, Rowena làm phép thành công, di chuyển Mark of Cain ra khỏi Dean và giải phóng Darkness, một ác quỷ bị Mark of Cain phong ấn. Sau đó, Rowena làm phép lên Castiel để Castiel tấn công Crowley, còn bà ta bỏ trốn với Cuốn sách của Nguyền rủa.

### Phần 11
Cuối mùa trước, Amara (Darkness) được giải phóng sau khi Rowena dời Mark of Cain ra khỏi tay Dean. Sau đó, Dean và Sam phát hiện ra Dean bị ràng buộc với Amara. Trên đường về nhà, họ cố gắng cứu vài người khỏi những người bị bệnh lạ giết và gặp Jenna Nickerson, một cảnh sát được nhờ chăm sóc một bé gái sơ sinh tên là Amara sau khi cha bé chết vì bị nhiễm bệnh. Jenna đưa bé đến nhà bà của mình, nơi bé bắt đầu điều khiển đồ chơi khiến bà cụ phải gọi người trừ quỷ, và Jenna gọi Dean. Dean nhận ra người trừ quỷ là Crowley, người đã phát hiện ra đứa bé là Darkness trước khi cô bé bỏ trốn. Trong khi đó, Sam bắt đầu có những ảo ảnh mà anh ta tin đó là thông điệp của Chúa.
Trong thời gian Crowley chăm sóc, nuôi dưỡng Amara bằng linh hồn thì hai anh em Winchester cùng Castiel cố gắng tìm cách giết Darkness. Để hiểu thêm về Amara, Castiel yêu cầu Metatron giúp đỡ, và ông nói để tạo ra thế giới, Chúa đã phản bội và phong ấn chị gái mình là Darkness. Tại thời điểm này, Sam đang có những ảo ảnh từ lồng giam Michael và Lucifer.
Để đối mặt với sinh vật nguy hiểm nhất từ trước đến nay, hai anh em Winchester cùng Crowley, Castiel và Rowena xuống địa ngục tìm sự giúp đỡ của Lucifer. Lucifer tuyên bố mình có thể đánh bại Amara với điều kiện là phải có cơ thể của Sam. Hắn còn nói với Sam rằng việc thả Darkness đã làm suy yếu cái lồng giam khiến Sam thấy các ảo ảnh từ hắn vì Chúa không bao giờ giúp họ. Sam từ chối giao cơ thể cho hắn nên hắn cố gắng giết Dean, Sam và Castiel. Rowena ép hắn quay về cái lồng nhưng Castiel đã nói "vâng" vào giây cuối cùng nên Lucifer dùng cơ thể của Castiel kiểm soát địa ngục và giết Rowena.
Trước khi phát hiện ra Lucifer ở trong cơ thể của Castiel thì Dean và Sam đi tìm Bàn Tay của Chúa (Hand of God), một loại vũ khí được Chúa tạo ra có thể giải phóng một lượng lớn sức mạnh để giết Darkness. Trong thời gian này, Amara ngày càng lớn mạnh nhằm ép Chúa phải xuất hiện để thấy cô ấy phá hủy mọi thứ Ngài đã tạo ra và yêu thương, thậm chí, cô còn bắt cóc và tra tấn Lucifer, đứa con mà Chúa yêu nhất. Một hôm, Metatron bị bắt cóc rồi gặp Chuck. Anh ta tiết lộ mình đã cho Chúa mượn cơ thể và họ quyết định phong ấn Amara. Rowena giúp đỡ họ bằng phép thuật trong khi Crowley và Lucifer sử dụng ma quỷ và các thiên thần để thực hiện một cuộc tấn công kết hợp chống lại Amara. Chuck cố gắng phong ấn Amara nhưng cô đã chống lại, ngăn chặn Winchesters, trục xuất Lucifer ra khỏi cơ thể của Castiel và làm Chuck bị thương nặng. Amara không giết Chuck vì cô ấy muốn em mình xem mình tiêu diệt mọi thứ mà cậu ấy đã tạo ra.
Sau khi nghe Castiel nói Lucifer đã biến mất, mọi người mới nhận ra việc Chuck bị thương nặng khiến mặt trời, nguồn gốc của sự sống, đang chết dần. Mọi người nghĩ cơ hội duy nhất để thế giới tồn tại là Darkness phải chết cùng Chuck nên các Winchester bắt đầu thu thập linh hồn để tạo ra một quả bom tiêu diệt Darkness. Với sự giúp đỡ của Billie, một Kẻ Nhặt Hồn (Reaper), họ đã có đủ số linh hồn cần thiết để tạo ra một "quả bom sống" Dean. Chuck gửi Dean đến chỗ Amara, người đang hối tiếc vì hành động của mình. Dean thuyết phục Amara rằng trả thù là không đáng. Sau đó, Amara triệu hồi Chuck để nói về những chuyện cô đã làm với anh ta. Cả hai hòa giải với nhau rồi rời khỏi Trái đất. Trước khi đi, Amara nói với Dean là cô sẽ tặng anh một món quà mà anh mong muốn nhất vì anh đã giúp cô.
Tại căn hầm, Castiel đột nhiên bị tống khứ bởi một phụ nữ tự giới thiệu là Lady Antonia Bevell, một thành viên Hội Men of Letters London, Anh quốc. Antonia nói với Sam là Men of Letters Anh quốc giao nhiệm vụ cho cô đến đưa Sam về Anh để trừng phạt những hành động anh đã làm trong quá khứ và cô đã bắn Sam khi anh cố gắng nói chuyện với cô. Trong khi đó, Dean băng qua rừng để tìm đường về nhà thì nhìn thấy người mẹ đã mất của mình.

### Phần 12
Mùa thứ 12 đã chiếu vào ngày 13 tháng 10 năm 2016 và kết thúc vào ngày 18 tháng 5 năm 2017, gồm 23 tập.
Dean gặp lại mẹ lần đầu tiên sau 30 năm nhờ Amara hồi sinh Mary Winchester như một món quà cảm ơn Dean đã giúp mình. Sau khi giải thích cho Mary hiểu mọi chuyện, Dean đưa cô về căn hầm và phát hiện ra Sam bị bắt cóc nên Dean, Mary và Castiel lập kế hoạch giải cứu Sam. Trong thời gian ấy, Sam bị Lady Bevell tra tấn để lấy thông tin về quá khứ của mình và bí mật của Men of Letters Mỹ.
Lúc này, Lucifer đã nhập vào rất nhiều người để tìm "xác trần" phù hợp với mình. Cuối cùng hắn nhập vào Vince Vincete, một ngôi sao nhạc rock kì cựu, và giết Rowena. Sau một buổi biểu diễn âm nhạc mà Lucifer lên kế hoạch để tiêu diệt tất cả những người tham gia, "xác trần" của hắn bị phân hủy sau khi hắn nhập vào Tổng thống Hoa Kỳ. Sam và Dean cố gắng cứu Tổng thống nhưng đội an ninh coi họ là những kẻ cố gắng giết Tổng thống nên nhốt họ tại một nơi bí mật. Cả hai giả chết để trốn thoát và đoàn tụ với Castiel và Mary.
Sau khi thích nghi với hoàn cảnh mới, Mary bắt đầu đi săn với hai con của mình hoặc Arthur Ketch của Men of Letters Anh quốc. Mary giấu các con chuyện mình đã trộm khẩu súng Colt từ Ramiel, một trong bốn hoàng tử địa ngục. Sau một lần tình cờ có mặt lúc chi nhánh của Men of Letters Anh quốc ở Mỹ bị tấn công, Sam đồng ý gia nhập tổ chức này nhưng sau khi nghe Mick Davies nói về "Bộ luật" của Men of Letters Anh quốc, hai anh em Winchester mới biết tổ chức này đã giết sạch "quái vật" ở Anh, kể cả những thứ chưa từng hại người hay uống máu người, trong đó có một thợ săn kiêm người thừa kế Men of Letters Mỹ khá thân với Sam, vì vậy Sam tập hợp các thợ săn Mỹ đi tiêu diệt tổ chức Men of Letters Anh quốc ở Mỹ.
Trong khi đó, Lucifer trong cơ thể của Tổng thống đã làm cho phụ tá Kelly Kline mang thai. Castiel biết Kelly sẽ sinh ra một Á Thần (Nephilim) nên anh và Sam, Dean cố gắng thuyết phục Kelly phá thai trong lúc Lucifer bị bắt nhốt và bị tra tấn bởi Crowley nhưng Kelly quyết tâm bảo vệ con mình, vì vậy, Castiel dẫn Kelly đi sinh con sau khi giết Dagon. Cuối phim, Lucifer được thả và bắt đầu đi tìm con trai mình. Trong đêm cuối cùng, Kelly sinh ra Nephilim. Sau khi chứng kiến cái bẫy dùng mạng của Crowley vẫn không giam được Lucifer khiến Castiel bị Lucier giết, Mary bị Lucifer kéo vào vết nứt không gian được tạo ra bởi Nephilim. Dean tuyệt vọng, còn Sam bị sốc khi chứng kiến Jack, Nephilim vừa ra đời đã phát triển thành một thiếu niên.

### Phần 13
Vào ngày 8 tháng 1 năm 2017, CW đã đổi mới nội dung mùa thứ mười ba. Mùa 13 khởi chiếu vào ngày 12 tháng 10 năm 2017.

## Những yếu tố quan trọng
Trong khi địa điểm và cốt truyện thường hay thay đổi thì có một vài thứ vẫn xuất hiện trong phim.

### Khẩu Colt

Hình khẩu Colt trong phim Supernatural.

Khẩu Colt Paterson sản xuất năm 1836, tại Texas— biết đến dưới tên "The Colt"— được tự tay Samuel Colt làm cho thợ săn các thế lực siêu linh. Theo truyền thuyết, khẩu súng với 13 viên đạn nguyên thủy có thể giết được bất kỳ thứ gì trên đời này ngay cả những sinh vật vô hại trước súng đạn. John Wnchester đã trao khẩu súng cho Azazel để đổi lấy mạng sống cho Dean Winchester sau vụ tông xe rất nặng ở cuối phần 1. Azazel dùng nó để mở cánh cổng Địa ngục mà Samuel Colt đã niêm ấn phong. Cuối cùng Dean dùng khẩu Colt để bắn chết Azazel trong cuối phần 2. Cuối phần 3, con quỷ thân tín của Lilith là Crowley tiếp nhận khẩu súng và giấu đi. Nhưng Crowley lại trao khẩu súng cho anh em nhà Winchester với điều kiện là phải giết chết được Lucifer. Nhưng Lucifer lại tiết lộ rằng có năm thứ mà khẩu súng không bao giờ giết được, và hắn là một trong số đó.
Khẩu súng trong phim là khẩu làm nhái lại khẩu Colt Pocket Percussion Revolvers. Trên nòng súng có dòng chữ La-tinh "non timebo mala" nghĩa là "Ta không sợ ma quỷ". Ở báng súng có khắc hình ngôi sao năm cánh, và được chuẩn bị rất nhiều để nhìn nó trông đã nhiều năm. Tổ phục trang có một khẩu Colt đạn cao su để dùng trong cảnh đấu súng.

### Chiếc Impala
Trong suốt chiều dài phim, Dean luôn lái một chiếc Chevrolet Impala đời 67. Thừa hưởng chiếc xe từ cha minh, đối với Dean nó đáng giá hơn tất cả mọi thứ, còn Jensen Ackles thì cảm nhận nó như là mạng sống và điện thờ của riêng Dean. Hai anh em cùng nhau đi khắp đất nước để truy lùng những thế lực siêu nhiên bằng chiếc Impala với một cốp để đồ đầy vũ khí. Trong hai phần đầu, xe có biển số của Kansas số KAZ 2Y5 vì quê nhà của hai anh em ở Kansas đăng ký năm 2005. Cuối phần 2, xe mang biển mới của Ohio là CNK 80Q3 để giúp họ trốn sự truy lùng của FBI.
Theo bản gốc của phim thì John Winchester tiếp quản chiếc xe từ cậu của Mary sau vụ tai nạn khiến ông cậu bị chết trong vụ đi săn. Tuy nhiên khán giả không thích ý tưởng này nên ban giám sát sản xuất đã đổi lại ý tưởng, chiếc Impala được đề cập lại nguồn gốc trong phần 4. Trở về quá khứ năm 1973, Dean thuyết phục cha mình mua chiếc Impala chứ không phải chiếc tải VW Van 1964.
Những chiếc xe được dùng đều là xe mui kim loại Chevrolet Impala đời 1967 bốn cổng. Đoàn phim đã làm lại máy, sơn nội thất xe, thêm ghế ngồi và đài rađiô ít chức năng. Tất cả mọi chiếc xe đều được sơn lại màu đen, một trong những chiếc xe đã được dùng với nóc và cửa có thể tháo rời để quay những pha cận cảnh và thậm chí có thể tháo rời làm hai phần.

### Những câu thần chú
Trong phim, ta có thể thấy có rất nhiều câu thần chú đến từ nhiều nguồn khác nhau. Người thực hiện nó không nhất thiết phải có quyền năng và thần chú sẽ hiệu nghiệm nếu làm đúng cách. Chính vì vậy mà những con quỷ rất hay lợi dụng những người nhẹ dạ, cả tin thực hiện thần chú nhằm đạt được ý muốn cá nhân.

### Con dao của Ruby
Ruby sở hữu một con dao kỳ lạ và đầy ma thuật dùng để giết quỷ, Kripke nói rằng nó giống như khẩu Colt ‘’cầm tay’’. Tay cầm được làm gạc sừng tấm và có nhiều hoa văn trên lưỡi dao nhưng không có ý nghĩa. Dao đã được dùng nhiều lần trong phim sau khi giới thiệu ở đầu phần 3. Ngay sau khi bị đâm ở chỗ hiểm, bọn quỷ sẽ chết ngay kể cả vật chủ cũng chết theo. Con dao không có tác dụng với thiên thần và con quỷ Alastair. Rất khó biết được hết chức năng của con dao này vì Eric Kripke đã tiết lộ rằng ‘’Tôi muốn để một vài thứ bí ẩn và con dao là một trong những bí ẩn đó.’’

### 66 ấn phong
Có hơn 6000 ấn phong huyền bí để giam giữ Lucifer nhưng chỉ cần phá vỡ 66 ấn là có thể giải thoát cho hắn. Cuối phần 3, con quỷ Lilith đã giết chết Dean và đày anh xuống Địa ngục. Sau 30 năm bị tra tấn (sau này Dean mới biết mình trải qua 40 năm ở địa ngục tương đương với 4 tháng ở trần gian), anh bị ép phải thỏa hiệp với quỷ để thoát khỏi sự tra tấn đó bằng cách tra tấn linh hồn khác và điều đó đã làm vỡ ấn phong đầu tiên, cho phép Lilith đi phá các phong ấn tiếp theo. Sau đó, Castiel kéo Dean ra khỏi địa ngục để cùng đi ngăn chặn Lilith nhưng những ấn phong vẫn bị phá. Ấn phong cuối cùng bị phá khi Sam giết Lilith để trả thù cho Dean, vì vậy, Lucifer được giải thoát để xuất hiện trong "Lucifer Rising".

### Rắc rối với pháp luật
Bởi vì Dean và Sam không hề có lương thưởng trong lúc đi săn, do đó hai anh em đã sống bằng cách thẻ tín dụng giả mạo, gian lận trong cờ bạc. Ngoài ra họ còn đào mộ trái phép, giả danh công chức và tội trà trộn và đột nhập trái phép; bị con quái biến hình đổ lỗi giết người và cướp ngân hàng, Dean trở thành người bị truy nã gắt gao nhất bởi nhiều cơ quan thực thi pháp luật và nổi bật nhất là FBI với đại diện là đặc vụ Victor Henricksen. Chính vì vậy mà hai anh em thường sử dụng chứng minh thư giả mạo dưới những cái nghệ danh của các nhạc sĩ rock, điện ảnh, tuy nhiên trong tập "Jus in Bello", Sam và Dean đã được Henricksen giúp xóa dấu vết bằng cái chết của họ trong vụ nổ máy bay ở Trạm Cảnh sát hạt Monument, tiểu bang Colorado nhưng sau đó, Lilith đã giết Henricksen rồi "đổ tội" cho anh em Winchester để FBI tiếp tục điều tra họ.

### Vũ khí của thiên thần
Vũ khí của thiên thần gồm có một thanh gươm và một cái ấn trục xuất, ngoài ra còn có dầu thánh nhưng rất hiếm dùng để bẫy thiên thần ở một nơi. Sau khi Michael và Lucifer bị nhốt lại và vắng mặt Đức Chúa trời ở Thiên Đình, nên một cuộc hỗn chiến giữa các thiên thần đã xảy ra. Từng đạo quân thiên thần đi tìm càng nhiều vũ khí mạnh càng tốt. Trong cuộc chiến giành quyền quản lý Thiên Đường, Castiel đã nói rằng "Bất kỳ ai nắm giữ những thứ vũ khí này sẽ là người thắng cuộc." Raphael luôn nuôi ý định xóa sổ mặt đất và nắm quyền cai quản Thiên Đàng nên ông ta đã nhảy vào cuộc để tranh giành số vũ khí này. Trong số các vũ khí này có Muối Lot (Lot’s Salt), Cây gậy của Moses (Staff of Moses), Còi Sự thật của Gabriel (Gabriel’s Horn of Truth) và Thánh tích Hiện ước (Ark of the Covenant). Castiel và Bathazar đã lừa Raphael về việc anh em Winchester đang nắm giữ số vũ khí này để họ có thời gian đi lấy chúng.

## Tác động

### Tỷ lệ người xem
Bảng đánh giá xếp hạng từng phần (dựa trên số trung bình lượt khán giả xem từng tập) của phim Supernatural trên The WB và The CW.
| Phần | Kênh   | Thời gian chiếu | Ngày phát sóng      | Ngày kết thúc       | Năm       | Xếp hạng | Lượng khán giả (triệu) | Trung bình |
| ---- | ------ | --------------- | ------------------- | ------------------- | --------- | -------- | ---------------------- | ---------- |
| 1    | The WB | Thứ 3, 9:00 tối | 13 tháng 9 năm 2005 | 04 tháng 5 nằm 2006 | 2005–2006 | 165      | 3.81                   | 1.4        |
| 1    | The WB | Thứ 5, 9:00 tối | 13 tháng 9 năm 2005 | 04 tháng 5 nằm 2006 | 2005–2006 | 165      | 3.81                   | 1.4        |
| 2    | The CW | Thứ 5, 9:00 tối | 28 tháng 9 năm 2006 | 17 tháng 5 nằm 2007 | 2006–2007 | 216      | 3.14                   | 1.1        |
| 3    | The CW | Thứ 5, 9:00 tối | 4 tháng 10 năm 2007 | 15 tháng 5 năm 2008 | 2007–2008 | 187      | 2.74                   | 1.0        |
| 4    | The CW | Thứ 5, 9:00 tối | 18 tháng 9 năm 2008 | 14 tháng 5 năm 2009 | 2008–2009 | 161      | 3.14                   | 1.1        |
| 5    | The CW | Thứ 5, 9:00 tối | 10 tháng 9 năm 2009 | 13 tháng 5 năm 2010 | 2009–2010 | 125      | 2.64                   | 1.2        |
| 6    | The CW | thứ 6, 9:00 tối | 24 tháng 9 năm 2010 | 20 tháng 5 năm 2011 | 2010–2011 | 134      | 2.47                   | 1.1        |
| 7    | The CW | thứ 6, 9:00 tối | 23 tháng 9 năm 2011 | 18 tháng 5 năm 2012 | 2011–2012 | 144      | 2.02                   | 0.89       |
| 8    | The CW | thứ 4, 9:00 tối | 15 tháng 3 năm 2012 | 15 tháng 5 năm 2013 | 2012–2013 | [ 107 ]  | 2.13                   | 0.92       |
| 9    | The CW | thứ 3           | 2013                | 2014                | 2013–2014 |          |                        |            |

Sau bốn tập đầu tiên phát sóng năm 2005, hãng WB quyết định thực hiện trọn bộ 22 tập của dòng phim. Trong tập đầu tiên, phim nhận sự quan tâm rất cao với lượt xem đứng hạng 3 trong khán giả nam từ 18-34 và 12-34, mặc dù phim nắm được 4% trong tổng số khán giả xem phim của đài, và hút người xem chủ yếu từ phim Gilmore Girls. Supernatural đã bị sụt giảm lượng khán giả trong phần 2, khán giả chủ yếu từ nữ vị thành niên trong khi hãng CW muốn thu hút khán giả là nam giới nhiều hơn. Tương lai của phim bị đe dọa sau khi hết phần 2. Mặc dù đạt lượng khán giả quá thấp trong phần 2, nhưng phim vẫn được quay tiếp phần 3. Mặc dù lượng khán giả phần 3 cũng không cao lắm, nhưng phim đạt được mong đợi của hãng khi thu hút được lượng khán giả từ 18 – 49 tuổi. Phim cũng đạt được hạng 8 trong số các phim dài tập chỉ do một hãng sản xuất độc quyền. Phần 4 phim nhận được lượng khán giả tăng vọt. Khi phần 4 phát sóng vào ngày 18 tháng 9 năm 2008, phim đạt được doanh thu ngoài mong đợi của hãng CW với 3.96 triệu lượt xem, đạt hơn 33% so với phần 3 và đạt được mức trung bình 1.7/5 trong giới tuổi 18-49, tăng 42% so với phần 3. Vào 16 tháng 10 năm 2008, phim đạt lượng khán giả 3.06 triệu, mức thấp nhất trong phần 4 của phim. Ngày 30 tháng 10 năm 2008, phim đạt lượt xem là 3.6 triệu, lập kỷ lục cao nhất khi có số lượng khán giả từ 18-34 và 18-49 tăng đột biến. Trong phần 5, lượng khán giả nữ tăng 6% tuổi từ 18-34 cao hơn phần 4. Tuy nhiên, khảo sát chung cho thấy do Live-Plus 7 Day cho thấy tổng số lượt xem tăng 38% với số khán giả nữ tăng 35%(18-34 tuổi), tổng số khán giả từ 18-34 tuổi tăng 47%.

### Đón nhận
Tanner Stransky thuộc tuần báo Entertainment Weekly cho điểm B phần đầu và phát biểu "chỉ là một bộ phim kinh dị được chiếu hàng tuần" và "được cái là phim biết sử dụng chiếc Chevy Impala ’67 cùng những bản nhạc hay để thu hút khán giả". Jeff Swindoll của Monsters and Critics lại "tỏ vẻ thích thú" phần đầu vì phim "có nhiều cảnh rùng rợn hay và hai nam chính thể hiện tình anh em rất hay". Ông nói thêm ‘’phim kết thúc và để lại sự tò mò thu hút người xem. Swindoll lại thích thú phần 2 và nói rằng "phim hay ở chỗ hai diễn viên Padalecki và Ackles thể hiện tình cảm anh em của hai nhân vật rất đạt" và ông cũng nói thêm là có rất nhiều cảnh kì bí rất hay xuất hiện trong phần này. Tại hội nghị ‘’Supernatural’’, theo lời Thượng sỹ Kevin Wise đĩa DVD hai phần đầu của phim ‘’Supernatural’’ được thuê nhiều nhất tại các doanh trại ở Iraq và Afghanistan.
Swindoll rất thích phần 3 phim, ông nói rằng "Eric Kripke chắc hẳn đã dành hết sức mình cho tác phẩm nên phần 3 không quá tệ." Ông cũng rất thích nhân vật Bobby Singer (Jim Beaver), cho rằng nhân vật này khá giống với Cooter trong phim Dukes of Hazzard. Tuy nhiên, Daniel Bettridge của tờ ‘’Den of Geek!’’ cuộc biểu tình của các nhà biên kịch đã tác động đến phim nhiều hơn, với nhiều bí ẩn trong phim còn bỏ ngõ, nhiều việc chưa hoàn thành đã làm cho phim bị ảnh hưởng nặng nề. Ông cũng cho rằng hai nhân vật Ruby (Katie Cassidy) và Bela (Lauren Cohan) là "đáng thất vọng về tính cách nhân vật và không có ích cho phim". Còn Diana Steenbergen của IGN lại thích ý tưởng của phần 3 khi Dean phải tìm cách để phá bỏ thỏa thuận với quỷ để cứu lấy mạng của mình, điều này khiến khán giả tò mò muốn xem cho đến khúc cuối để biết kết quả như thế nào.
Nhà phê bình June L. đánh giá cao phần 4 và nói rằng phần này "tạo ra rất nhiều tình huống hay và đầy suy tính để khán giả suy nghĩ thêm về triết lý giữa cái thiện và cái ác." Steenbergen cảm nhận về phim như sau "phim chuyển từ phim hay thành phim rất hay". Bà dành nhiều lời khen cho Misha Collins khi anh thủ vai thiên sứ Castiel, sự tương tác giữa Dean và Castiel đã làm nên phần 4 của phim. Trước khi chính thức phát sóng phần 5, Rolling Stone đã xướng danh phim trong bảng liệt kê "50 lý do tốt nhất để xem phim truyền hình", trích dẫn Sam và Dean Winchester như "Bo và Luke Duke trong phim The Dukes of Hazzard".
Maureen Ryan của tờ Chicago Tribune' đã nêu tên phim Supernatural nằm trong 10 phim truyền hình hay nhất năm 2009, cho rằng phim "đầy ý nghĩa và sáng tạo hơn, bên cạnh đó cũng có rất nhiều tập rất hài hước và đổi mới và rất khác với cốt truyện." Mike Hale tờ The New York Times cũng xếp hạng phim nằm trong tốt 10 phim hay nhất năm: " Supernatural hiện nay đang rất nổi tiếng và rất phổ biến trong giờ vàng."

## Thương hiệu
Supernatural có một loạt quà lưu niệm mang thương hiệu của phim như lịch, áo thun, kính mát và áp phích quảng cáo. CineQuest.com tung ra bức điêu khắc làm bằng tay các nhân vật trong phim như Sam, Dean và John Winchester, con bù nhìn quái vật trong phần đầu phim và người phụ nữ váy trắng. Công ty đang nhắm đến sản xuất con hình 12 inch. Hãng Inkworks thì phát hành các loại bài trong phim, một số bài có ảnh diễn viên và các loại vải để dùng trong trang phục được đưa lên phim. Một bộ chì màu và giấy vẽ sẵn để tô về Supernatural đang được công ty Margaret Weis Productions, Ltd phát triển để bán. Theo kế hoạch nó sẽ được phát hành vào tháng 10 năm 2007, nhưng đã bị lùi lại tháng 8 năm 2009. Phiên bản trò chơi điện tử cũng đang được phát triển dựa trên phim, tác phẩm và bộ truyện tranh.
Trong lúc chuẩn bị xuất bản sách, hãng cũng tính đến việc đưa thêm thông tin về những điều kì bí vào sản xuất. Sách hướng dẫn cho 3 phần đầu của phim đã được xuất bản (ISBN 1-84576-535-4, ISBN 1-84576-657-1, and ISBN 1-84856-103-2), được Nicholas Knight viết và phát hành tại nhà xuất bản Titan Books. Hai phiên bản nữa được Alex Irvine viết là The "Supernatural" Book of Monsters, Spirits, Demons, and Ghouls (ISBN 0-06-136703-6) và John Winchester's Journal (ISBN 0-06-170662-0), đã được nhà xuất bản It Books ấn hành. Sách của Irvine có dẫn nguồn đầy đủ minh họa và nội dung chi tiết về các sinh vật siêu nhiên mà nhà Winchester đã chạm trán, giúp tạo ra một lý lịch rõ ràng hơn cho đám sinh vật và những điều huyền bí trong phim. Một phiên bản không chính thức mang tựa đề In the Hunt: Unauthorized Essays on Supernatural (ISBN 1-933771-63-1) được phát hành song song diễn tả sự khác nhau giữa các khía cạnh trong phim và thông tin của người hâm mộ. Tạp chí ‘’Supernatural’’ đã được chính thức phát hành vào 27 tháng 11 năm 2007 được tạp chí Titan Magazines ấn hành, tạp chí bao trọn nội dung phim và các cuộc phỏng vấn độc quyền với diễn viên và đoàn làm phim.
Hãng Wildstorm, một công ty nhỏ thuộc DC Comics đã cho xuất bản ba phiên bản truyện tranh về phim ‘’Supernatural’’,. Supernatural: Origins để cập về cuộc sống trước đó của Sam, Dean và John Winchester và lý do vì sao John lại trở thành thợ săn. Supernatural: Rising Son là một câu chuyện về "truyền thống gia đình nhà Winchester", miêu tả vì sao Dean lại nối bước cha mình để trở thành thợ săn. Do phải quá tập trung vào chỉ đạo phần đầu của phim và do ảnh hưởng của cuộc đình công biên kịch nên ông đã không tham gia vào Rising Son. Supernatural: Beginning's End hiện đang được phát hành, chuyện giải thích lý do vì sao Sam từ bỏ truyền thống gia đình để đi học ở trường Stanford. Peter Johnson là người viết hai phần truyện đầu còn phần 3 do Andrew Dabb và Daniel Loflin đảm nhận. Một vài tác phẩm dựa trên tiểu thuyết phim cũng được xuất bản như: HarperEntertainment phát hành truyện của Keith R.A. DeCandido Supernatural: Nevermore (ISBN 0-06-137090-8) và Supernatural: Bone Key (ISBN 0-06-143503-1), truyện của Jeff Mariotte Supernatural: Witch's Canyon (ISBN 0-06-137091-6). Hãng Titan Books xuất bản truyện của DeCandido Supernatural: Heart of the Dragon (ISBN 1-84856-600-X) vào tháng 2 năm 2010, cũng như tập tiếp theo là Supernatural: The Unholy Cause (ISBN 1-84856-528-3) vào tháng 5 năm 2010 và tập Supernatural: The War of the Sons (ISBN 1-84856-601-8) tháng 8 năm 2010.